# Контрольний номер Бібліотеки Конгресу
Контро́льний но́мер Бібліоте́ки Конгре́су (англ. Library of Congress Control Number, вживається абревіатура LCCN) — серійна система числової каталогізації записів і нормативного контролю в Бібліотеці Конгресу Сполучених Штатів Америки (англ. Library of Congress). Контрольна бібліографічна нумерація у бібліотеці запроваджена з 1898 року. Контрольний номер є унікальним для кожного окремого видання. Використовується бібліотеками світу для каталогізації усіх виданих американських книжок. Контрольний номер записується у вигляді двозначного (для 1898 — 2000 років) або чотиризначним числом (починаючи з 2001 року) року видання та шестизначним унікальним цифровим ідентифікатором (почасти відділеним дефісом). Нулі на початку ідентифікатора можуть опускатись. Номери видань 1898, 1899, 1900, 1998, 1999, 2000 років розрізняють лише за розміром (у старіших вони коротші).